# Idris minutus
Idris minutus är en stekelart som beskrevs av Alan Parkhurst Dodd 1913. Idris minutus ingår i släktet Idris och familjen Scelionidae. Inga underarter finns listade i Catalogue of Life.